# Ligne 37 du tramway de Budapest
Pour les articles homonymes, voir Ligne 37.
La ligne 37 du tramway de Budapest (en hongrois : budapesti 37-es jelzésű villamosvonal) circule entre Blaha Lujza tér et Új köztemető. Cette ligne relie le centre-ville à la périphérie de Budapest, traversant du côté de Pest les 8e et 10e arrondissements. Elle dessert de nombreux cimetières, ainsi le cimetière national de Fiumei út, le Cimetière juif de Salgótarjáni út, et le Nouveau cimetière municipal.

## Tracé et stations

### Liste des stations
|  |   |  | Station                             | Correspondances                                              | Arrondissement   | Quartier                       | Desserte                                                                             |
|  | - |  | ----------------------------------- | ------------------------------------------------------------ | ---------------- | ------------------------------ | ------------------------------------------------------------------------------------ |
|  | o |  | Blaha Lujza tér M                   | 4 6 28 28A 37A 62 74 5 7 7E 8E 99 108E 110 112 133E 178 217E | 8e arr.          | Csarnok / Népszínház           | Blaha Lujza tér, Népszínház utca, Chapelle Saint-Roch, Palace Hôtel, Palais New York |
|  | o |  | II. János Pál pápa tér M            | 28 28A 37A 62 217E 99                                        | 8e arr.          | Csarnok / Népszínház           | II. János Pál pápa tér, Théâtre Erkel, Synagogue de Nagy Fuvaros utca                |
|  | • |  | Teleki László tér                   | 28 28A 37A 62 99                                             | 8e arr.          | Magdolna                       | Teleki László tér, Mátyás tér, Halles de Teleki tér, Synagogue de Teleki tér         |
|  | o |  | Magdolna utca                       | 24 24G 28 28A 37A 62                                         | 8e arr.          | Kerepesdűlő / Magdolna         |                                                                                      |
|  | • |  | Salgótarjáni utca, temető           | 37A                                                          | 8e arr.          | Kerepesdűlő                    | Cimetière juif de Salgótarjáni út                                                    |
|  | • |  | Asztalos Sándor út                  | 37A                                                          | 8e arr.          | Százados                       |                                                                                      |
|  | o |  | Hidegkuti Nándor Stadion            | 1 37A                                                        | 8e arr. 10e arr. | Százados / Laposdűlő           | Stade Nándor Hidegkuti                                                               |
|  | • |  | Kőbányai garázs                     | 37A                                                          | 10e arr.         | Laposdűlő                      |                                                                                      |
|  | • |  | Pongrácz úti lakótelep              | 37A 95 195                                                   | 10e arr.         | Laposdűlő                      |                                                                                      |
|  | • |  | Őrház                               | 37A                                                          | 10e arr.         | Ligettelek                     |                                                                                      |
|  | • |  | Halom utca                          | 37A                                                          | 10e arr.         | Ligettelek                     |                                                                                      |
|  | o |  | Kőbánya felső vasútállomás Gare MÁV | 37A 10 100 142                                               | 10e arr.         | Ligettelek                     |                                                                                      |
|  | o |  | Élessarok                           | 3 28 28A 37A 62 62A 85 161 161A 162 162A 168E 262            | 10e arr.         | Ligettelek / Óhegy             |                                                                                      |
|  | • |  | Sörgyár                             | 28 28A 37A 161 161A 162 168E 262                             | 10e arr.         | Óhegy                          | Brasserie Dreher                                                                     |
|  | • |  | Jászberényi út / Maglódi út         | 28 28A 161 161A 162 168E 262                                 | 10e arr.         | Óhegy / Téglagyárdűlő          |                                                                                      |
|  | • |  | Gitár utca                          | 28 28A                                                       | 10e arr.         | Óhegy / Téglagyárdűlő          |                                                                                      |
|  | • |  | Kocka utca                          | 28 28A 85E                                                   | 10e arr.         | Óhegy / Téglagyárdűlő          |                                                                                      |
|  | • |  | Kada utca / Maglódi út              | 28 28A 95 195                                                | 10e arr.         | Óhegy / Téglagyárdűlő          | Vieille brasserie                                                                    |
|  | • |  | Bajcsy-Zsilinszky Kórház            | 28 28A 95 195                                                | 10e arr.         | Óhegy / Téglagyárdűlő          |                                                                                      |
|  | • |  | Venyige utca                        | 28 28A 95 195                                                | 10e arr.         | Óhegy / Téglagyárdűlő          |                                                                                      |
|  | • |  | Sírkert út                          | 28 28A 95 195                                                | 10e arr.         | Keresztúridűlő / Téglagyárdűlő |                                                                                      |
|  | • |  | Új köztemető                        | 28 28A 68 95 195 201E 202E                                   | 10e arr.         | Keresztúridűlő / Téglagyárdűlő | Nouveau cimetière municipal                                                          |